# La Condamina

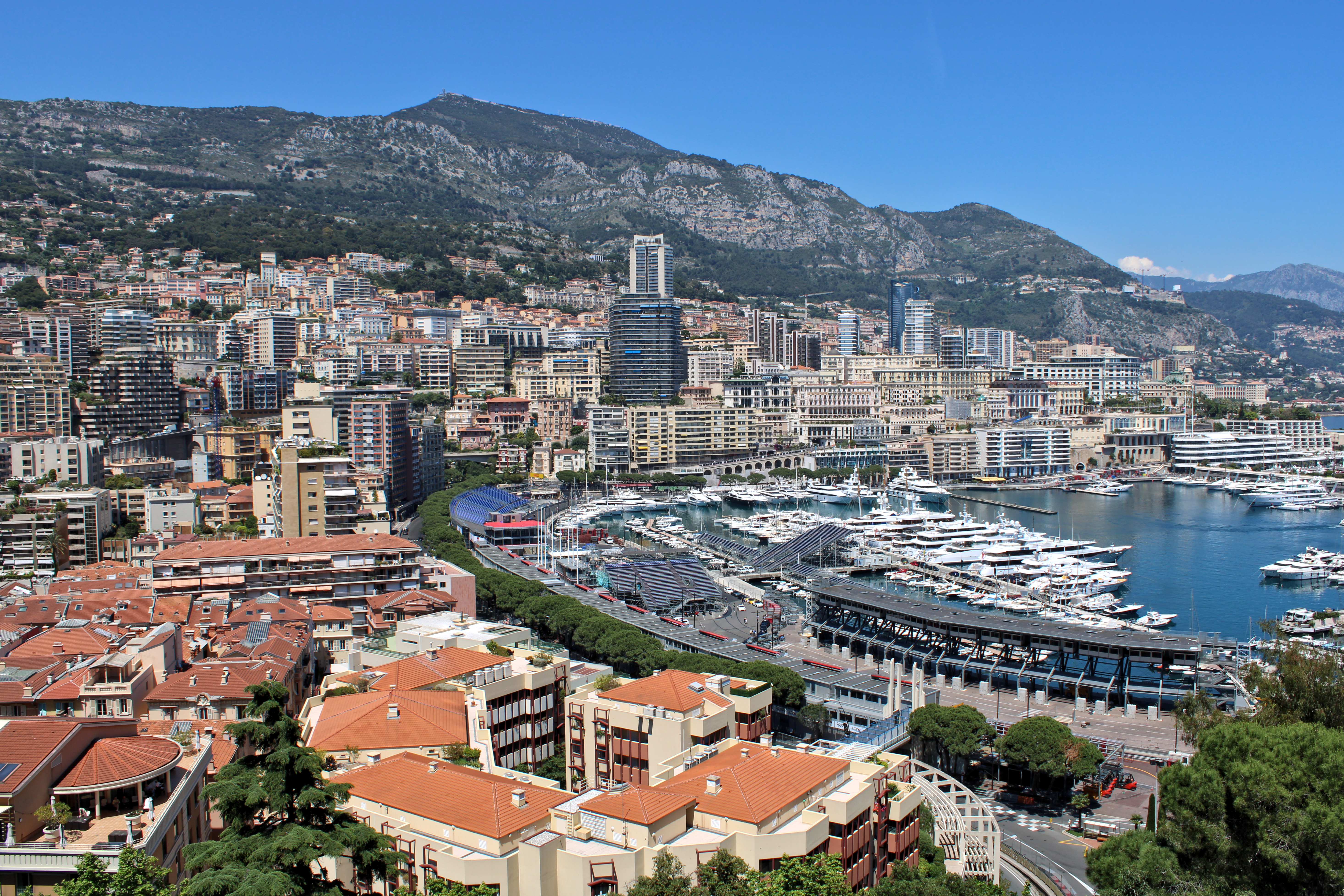
La Condamina

La Condamina o la Condomina (en occità i en italià, la Condamina) és el barri comercial de Mònaco —situat entre la Ròca a l'oest i Montcarles a l'est—, és a dir, darrere el port de Mònaco (Port d'Hèrcules).
Aquest barri és cèlebre per ser el lloc de sortida i d'arribada del Gran Premi de Mònaco (que travessa també el barri de Montcarles). El centre de socors principal dels bombers monegascs hi és implantat.

## Història
La constitució monegasca de 1911 dividí Mònaco en tres comunes. Així, la comuna de la Condamine o comuna condaminesa fou una d'elles, englobant els actuals barris de la Còla, Las Reveras, Moneguet i la Condamina, abans que la constitució dictés que tan sols hi hauria una comuna única per tot Mònaco.

## Geografia
El barri ocupa una vall que franqueja l'antic viaducte del tren (avui la via passa per un túnel).

## Llocs i monuments
- L'església de Santa Devota de la Condamina, restaurada al segle XIX